# Silk Smitha
Vijayalakshmi Vadlapati, née le 2 décembre 1960 et décédée le 23 septembre 1996, plus connue sous son nom de scène Silk Smitha, est une actrice et danseuse indienne qui apparaît principalement dans des films en télougou, tamoul, malayalam, kannada et hindi. Silk Smitha participe à plusieurs item numbers à succès dans les films indiens des années 1980.
Elle est d'abord remarquée pour son rôle de « Silk » dans le film tamoul de 1979 Vandichakkaram. Elle joue par la suite plusieurs rôles importants, dans le cinéma tamoul elle est l'actrice érotique la plus recherchée dans les années 1980. Au cours de ses 17 ans de carrière, elle apparaît dans plus de 450 films.

## Jeunesse
Silk Smitha naît dans une famille Telugu, dans le village de Kovvali, dans le district d'Eluru. Elle quitte l'école quand elle a environ dix ans en raison des contraintes financières de la famille. Ses regards saisissants l'accablent d'une attention non sollicitée et sa famille la marie à un très jeune âge. Son mari et ses beaux-parents la maltraitent et elle s'enfuit rapidement,.
Elle commence comme maquilleuse pour une actrice, et obtient rapidement de petits rôles. Elle décroche son premier rôle d'héroïne dans le film Inaye Thedi du réalisateur malayalam Anthony Eastman Le réalisateur lui donne le nom de Smitha. Elle fait une grande percée dans le cinéma tamoul grâce au réalisateur Vinu Chakravarthy. Ce dernier la prend sous son aile, sa femme lui apprend l'anglais et s'arrange pour qu'elle apprenne à danser. En raison de son sex-appeal marqué, elle passe aux rôles de danseuses de cabaret et de vamps et se retrouve inévitablement cataloguée. Après avoir été remarquée et acclamée avec son premier rôle majeur dans le film tamoul Vandichakkaram, en 1979, Smitha prend le nom d'écran "Silk", d'après le nom de son personnage dans le film,.
Silk Smitha joue ensuite dans des films tamouls, malayalam, télougou, kannada et quelques films hindi. Ses numéros de danse et ses performances audacieuses dans des films comme Moondru Mugam font d'elle le symbole ultime de la sensualité dans le cinéma du sud de l'Inde. Ses Item numbers dans des films comme Amaran, Halli Meshtru (en kannada) apparaissent également au box-office. Certains critiques de cinéma, historiens et journalistes la qualifient d'actrice de "soft porn". Une grande majorité de ses films sont considérés comme "softcore" selon les normes indiennes. Un thème récurrent dans ses films est qu'elle joue régulièrement une agent incroyablement forte portant de fins bikinis et battant des voyous. Ses prouesses d'actrice ne passent pas complètement inaperçues, et dans ses rares rôles non sexuels, elle impressionne les critiques et le public, comme dans le film Alaigal Oivathillai de 1981, où elle joue le rôle d'une femme impliquée dans le viol de leur femme de chambre par son mari (ce qu'elle autorise passivement en ne l'empêchant pas d'entrer dans la salle de bain de la bonne, et en montant la "garde" pendant l'acte), notamment lorsque son personnage admet de manière poignante son erreur dans sa confrontation avec son mari. L'un de ses films, Layanam (de 1989), acquiert  le statut de culte dans l'industrie indienne du film pour adultes et est doublé dans de nombreuses langues, dont l'hindi sous le nom de Reshma Ki Jawani (en 2002),. Son film le plus respecté est Moondram Pirai, de Balu Mahendra, refait en hindi sous le nom de Sadma.
Son pouvoir d'attraction est tel qu'au sommet de sa carrière, selon l'historien du cinéma tamoul Randor Guy, "les films qui sont restés dans des cartons pendant des années sont vendus par le simple ajout d'une chanson de Silk Smitha".

## Vie privée
Silk Smitha a un petit cercle d'amis proches. Elle est introvertie et ne se lie rapidement d'amitié avec personne. Elle est également connue pour son tempérament, sa volonté et sa franchise, que certains prennent pour de l'arrogance. En réalité, elle est ponctuelle (arrivant sur les plateaux de tournage bien avant le début du tournage), responsable et ambitieuse (ayant appris à parler couramment l'anglais malgré sa formation limitée). Elle est également décrite comme ayant une personnalité "douce" et "enfantine" par ses amis et ses fans. Elle est habile avec le maquillage et en fait sa profession avant de rejoindre l'industrie du cinéma. Elle est naturellement belle avec ses yeux bien connus, son teint doré et son physique.

## Décès
Le matin du 23 septembre 1996, elle contacte son amie, la danseuse Anuradha, pour discuter d'une affaire qui la dérange. Anuradha prévoit de lui rendre visite après avoir déposé son enfant à l'école.
Arrivé plus tard dans la matinée, son amie trouve Silk Smitha morte par pendaison. Quelques mois après sa mort, il est déclaré dans le rapport post mortem que Silk Smitha s'est suicidée, avec de grandes quantités d'alcool dans son corps,.
La police récupère une note de suicide laissée au domicile de Silk Smitha. Mais le mot ne peut pas être déchiffré, transformant sa mort en un mystère non résolu.

## Dans la culture populaire
En 2011, un film inspiré de la vie de Silk Smitha, intitulé The Dirty Picture, est produit en hindi par Ekta Kapoor. Le film est réalisé par Milan Luthria, et le rôle de Silk est joué par Vidya Balan qui remporte le National Film Award de la meilleure actrice grâce à son interprétation. Le film sort le jour de l'anniversaire de Silk Smitha et reçoit des critiques favorables. Des articles suggèrent que la famille de Silk Smitha, sur laquelle le film est basé, n'est pas satisfaite du film. Le frère de Smitha, V. Naga Vara Prasad, affirme que le film a été réalisé sans le consentement de la famille. Après la réclamation, Ekta Kapoor change immédiatement ses déclarations en précisant que le film n'est pas basé sur la vie de Silk Smitha.
En 2013, un film kannada intitulé Dirty Picture: Silk Sakkath Hot, mettant en vedette l'actrice pakistanaise Veena Malik sort. Le film est basé sur Silk Smitha, et Veena Malik est félicitée pour sa performance dans le film. Le film est un succès au Karnataka.
Un film malayalam intitulé Climax, avec Sana Khan dans le rôle de Silk Smitha, sort le 24 mai 2013.